# Mixochlora argentifusa
Mixochlora argentifusa là một loài bướm đêm trong họ Geometridae.